# Luchino Visconti (Regent)

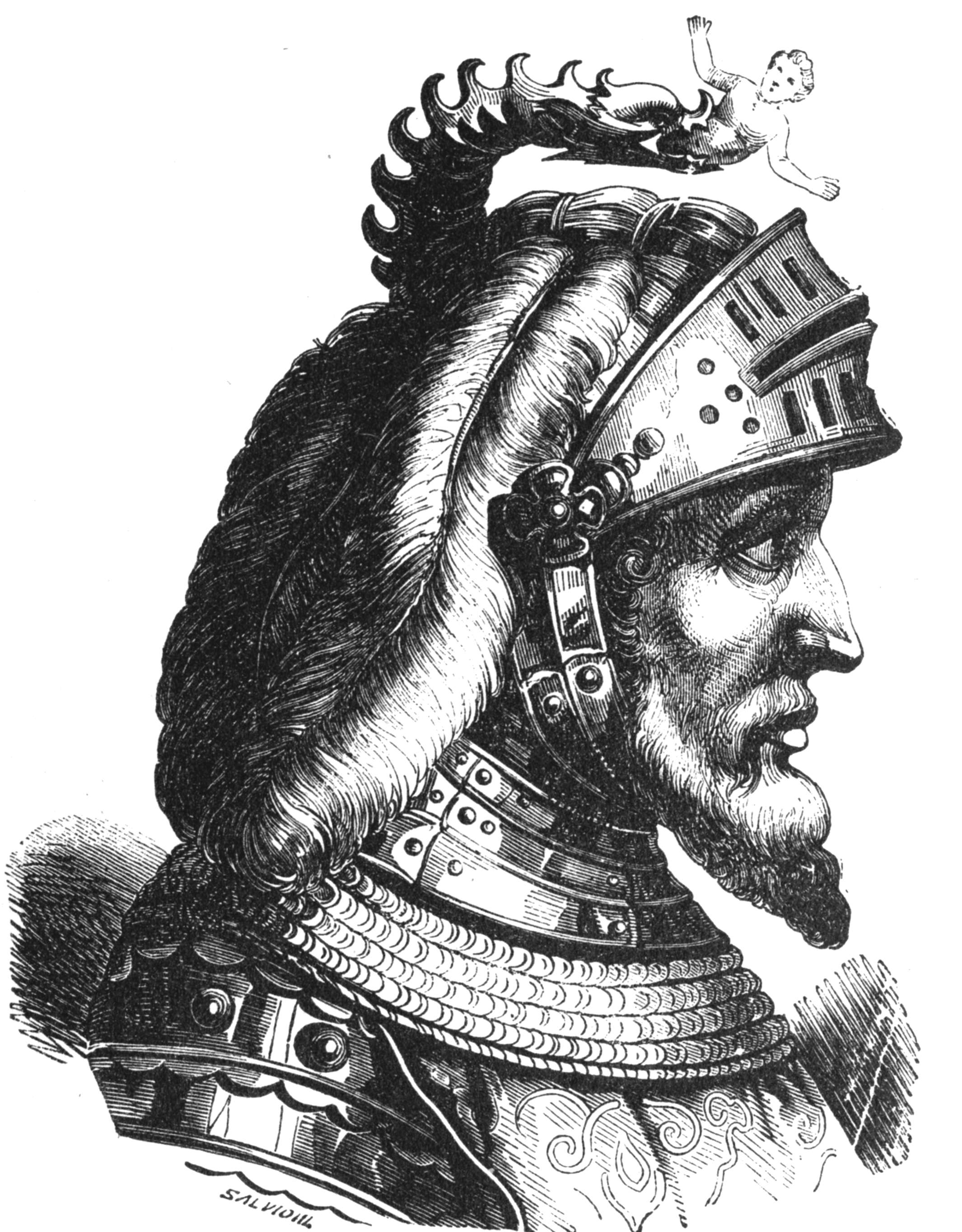
Luchino Visconti (nicht zeitgenössische Darstellung um 1858)

Luchino Visconti (* 1292; † um den 21. Januar 1349 in Mailand) aus der Familie Visconti war der zweite Sohn des Matteo I. Visconti.

## Leben
Als junger Erwachsener betätigte er sich als Söldnerführer (Condottiere). 1315 wurde er bei der Schlacht bei Montecatini verwundet. Häufig kämpfte er an der Seite seines Bruders Marco Visconti. 1339 führte er mailändische Truppen in der Schlacht von Parabiago zum Sieg. Nach dem Tod seines Neffen Azzo Visconti wurde er gemeinsam mit seinem Bruder Giovanni Visconti 1339 zum Signore über Mailand ausgerufen.
Luchino schloss 1341 Frieden mit der Kirche, kaufte Parma von Obizzo III. d’Este und brachte Pisa in seine Abhängigkeit.
Bekannt wurde Luchino Visconti insbesondere für seinen erfolgreichen Umgang mit der Pest-Epidemie. Familien, die an der Pest erkrankt waren, ließ Visconti kurzerhand in ihren Häusern einmauern, sodass sich die Krankheit nicht weiter ausbreiten konnte. Chronisten berichten, dass in Mailand so nur drei Familien an der Pest erkrankt seien. Außerdem ließ Luchino Visconti Warenströme und auswärtige Kaufleute rigorosen Kontrollen unterziehen und diejenigen, die aus verseuchten Gebieten ließ er gar nicht mehr in die Stadt hinein.
Seine erste Ehefrau war Violante von Saluzzo, Tochter von Thomas I., Markgraf von Saluzzo; seine zweite Ehefrau war seit 1318 Caterina Spinola, Tochter des Oberto Spinola; Isabella Fieschi, seine dritte Ehefrau, war eine Tochter des Carlo Fieschi. Luchino hatte aus diesen Ehen Nachkommen, die jedoch bei seinem Tod in der Nachfolge in Mailand keine Berücksichtigung fanden.
Obwohl er ein fähiger General und Regent war, war er auch eifersüchtig und grausam; er wurde 1349 von seiner Ehefrau Isabella Fieschi vergiftet.
Vom Mailänder Juristen und Chronisten Pietro Azario wird Visconti wie folgt beschrieben: „Er stellte den Mailänder Staat als ganzen wieder her, so dass Mailand jetzt keine Stadt, sondern eine ganze Provinz darstellte. Er liebte den Frieden und die Justiz gleichermaßen. Er gab vor, sich um weniges zu kümmern – und kümmerte sich in Wirklichkeit um viel. Er war überaus misstrauisch... Er hielt seinen Staat so in Ordnung, dass jedermann bei Tag und Nacht in seinem Herrschaftsgebiet, auch an einsamen Orten, sicher wandeln konnte.“ Azario meinte mit Luchino Viscontis Liebe zur Justiz, dass dieser gegen Gesetzesbrecher, egal welchen Standes oder welchen Ranges, rücksichtslos durchgriff. Des Weiteren berichtet Azario von zahlreichen Ehebruch- und Gewaltgeschichten Viscontis während seiner Herrschaft.

## Belege
1. ↑  Maria Nadia Covini: Luchino Visconti. In:  Dizionario Biografico degli Italiani (DBI).
2. ↑  Giovanni Pietro de'Crescenzi Romani: Corona della nobiltà d'Italia, overo, Compendio dell' istorie delle famiglie illustri. Parte prima. 1639, S. 419 (italienisch, eingeschränkte Vorschau in der Google-Buchsuche).
3. ↑  Volker Reinhardt: Die Macht der Seuche. 1. Auflage. C. H. Beck, München 2021, ISBN 978-3-406-76729-6, S. 100–105.

| Vorgänger     | Amt                                                                           | Nachfolger        |
| ------------- | ----------------------------------------------------------------------------- | ----------------- |
| Azzo Visconti | Stadtherr von Mailand 1339–1349 gemeinsam mit seinem Bruder Giovanni Visconti | Giovanni Visconti |

| Personendaten    | Personendaten                |
| ---------------- | ---------------------------- |
| NAME             | Luchino Visconti             |
| KURZBESCHREIBUNG | Regent von Mailand           |
| GEBURTSDATUM     | 1292                         |
| STERBEDATUM      | unsicher: um 21. Januar 1349 |
| STERBEORT        | Mailand                      |